# SpaceX Crew-11
SpaceX Crew-11 är uppdragsbeteckningen för en bemannad rymdfärd med en Dragon 2-rymdfarkost från SpaceX. Farkosten sköts med en Falcon 9-raket från Kennedy Space Center LC-39A den 1 augusti 2025. Flygningens destination är den Internationella rymdstationen (ISS).
Farkosten dockade med rymdstationen den 2 augusti 2025.

## Besättning
| Befälhavare    | Zena Cardman, NASA Hennes första rymdfärd |
| Pilot          | Michael Fincke, NASA Hans fjärde rymdfärd |
| Flygingenjör 1 | Kimiya Yui, JAXA Hans andra rymdfärd      |
| Flygingenjör 2 | Oleg Platonov, RSA Hans första rymdfärd   |